# جزيرة الدسان
جزيرة الدسان، هي إحدى الجزر الواقعة في أرخبيل فرسان في البحر الأحمر. تقع شمال غربي جزيرة فرسان مركز الأرخبيل، وهي جزيرة غير مأهولة بالسكان. تبلغ مساحة الجزيرة نحو 36 كم2 وتبعد عن الساحل بحوالي 39 ميل بحري.

## سفح جبل الدسان
يتميز الجبل بأنه خصب مما سهل لأهالي فرسان وأهالي السجيد العبور من خلاله من فرسان متى ما هطلت الأمطار، حيث يحملون معهم أغنامهم للرعي خاصةً في فصل الربيع، ويشربون من بئرها.

## وصلات خارجية
- شواطئ جزر فرسان تجذب السياح وهواة الغوص.